# Procjeđivanje
Procjeđivanje ili filtracija vode je postupak propuštanja vode kroz poroznu sredinu (filtarski materijal). Primjenjuje se za uklanjanje koloidnih čestica i mikroorganizama (prvenstveno bakterija) koji su nakon procesa taloženja zaostali u vodi, naročito najsitniji koloidi koji se nisu uspjeli slijepiti u flokule, već su proslijedili tokom vode dalje. Kod procjeđivanja će i te čestice zaostati u dodiru s filtarskim materijalom. U vodovodnoj se praksi kao osnovni filtarski materijal primjenjuje kvarcni pijesak. Ova vrsta pijeska sadrži silicijev dioksid (SiO2), koji vrlo povoljno neutralizira preostale moguće sile koloida zaostalih u vodi nakon procesa taloženja. Na procjeđivanje se dovodi vodu s mutnoćom do 8 (iznimno 16) [°NTU], jer bi veća mutnoća izazvala prebrzo onečišćenje filtarskog materijala, odnosno potrebu njegovog vrlo čestog pranja (čišćenja).
Procjeđivanje je složen postupak koji objedinjuje:
- mehaničko djelovanje, koje se sastoji u odstranjivanju čestica većih od pora filtarskog materijala,
- adhezijsko djelovanje, koje se ogleda u prianjanju čestica na površini filtarskog materijala,
- adsorpcijsko djelovanje, koje se očituje u pripijanju (na površini filtarskog materijala) čestica koje s vodom prodiru u poroznu sredinu,
- taložno djelovanje, koje se sastoji u gravitacijskom izdvajanju čestica koje s vodom prodiru u unutrašnjost filtarskog materijala,
- kemijsko djelovanje, koje se očituje u rastavljanju (disociranju) muteži na sitnije dijelove ili u njenom pretvaranju u netopivu masu koja se potom uklanja iz vode,
- biološko djelovanje, koje se ogleda u stvaranju biološke opne ili prevlake (filma, membrane) od mikroorganizama.

Postupak procjeđivanja se odvija u posebnim objektima – procjeđivačima (filtrima).

## Povijest
Tokom 19. i 20. stoljeća, procjeđivanje pitke vode za kućanstva se obavljalo uglavnom sporim procjeđivanjem ili brzim procjeđivanjem. Sporo procjeđivanje nastaje procjeđivanjem kroz biološku opnu koju stvaraju mikroorganizmi na površini filtarskog sloja. Zato se ono naziva i površinsko procjeđivanje. Brzo procjeđivanje nastaje procjeđivanjem kroz cijeli filtarski sloj. Zato se ono naziva i dubinsko procjeđivanje.
Iako je i prije bilo manjih sustava za procjeđivanje pitke vode, grad Paisley u Škotskoj je bio prvi grad koji je stvorio sustave za procjeđivanje pitke vode za cijeli grad 1804. (sporo procjeđivanje). Nakon toga je više stotina sustava za procjeđivanje sagrađeno u Europi. Već tada je otkriveno da dodavanjem aluminijevog sulfata u sirovu vodu se poboljšava kakvoća vode i ubrzava sam postupak. Tako je nastalo brzo procjeđivanje koje je ubrzalo sam postupak procjeđivanja i do 60 puta.

## Vrste procjeđivanja ili filtracije vode
Ovisno o načinu kretanja vode kroz filtarski materijal, procjeđivači se dijele na: gravitacijske procjeđivače, tlačne procjeđivače i vakuumske procjeđivače.
Po načinu rada zadržavanja suspendiranih čestica moguće je razlikovati: sporo procjeđivanje i brzo procjeđivanje.

### Gravitacijski procjeđivač
Gravitacijski procjeđivač je otvoreni spremnik u kojem se iznad filtarskog sloja nalazi voda sa slobodnim vodnim licem. Procjeđivanje nastaje zbog djelovanja sile teže pri visinskoj razlici dovoda i odvoda vode na filtru. Gravitacijsko procjeđivanje se odvija u filtrima koji se grade kao otvoreni armiranobetonski spremnici u čijem je donjem dijelu smješten drenažni sustav (drenaža) za odvod filtrirane vode. Na drenažni se sustav polaže sloj filtarskog materijala. Voda koja je prošla postupak taloženja dovodi se na filtarski materijal i silaznim tokom procjeđuje. Osnovni čimbenici koji se određuju prilikom projektiranja procjeđivača su brzina procjeđivanja, dopušteni hidraulički gubici na procjeđivaču i optimalno vrijeme rada procjeđivača između dva pranja, odnosno čišćenja.
Hidraulički gubici prvenstveno ovise o osobinama filtarskog materijala (debljini sloja, poroznosti, dimenzijama i postotku udjela pojedinih frakcija), zatim o brzini procjeđivanja, viskoznosti vode i gravitacijskom djelovanju. Optimalno vrijeme rada procjeđivača određuje se iz dva uvjeta:
- Prvi uvjet se odnosi na onečišćenje filtarskog materijala, zbog čega u procesu procjeđivanja postupno dolazi do smanjenja poroznosti filtarske ispune, odnosno do začepljenja pora, a time i do do povećanja hidrauličkih gubitaka, što nazivamo kolmatacijom. Ti se gubici povećavaju kroz razdoblje tokom kojega njihova vrijednost dosegne vrijednost raspoloživog tlaka;
- Drugi uvjet se odnosi na činjenicu da porastom onečišćenja filtarskog materijala dolazi do povećanja brzine vode u porama, što dovodi do djelomičnog iznošenja čestica suspenzije koje su se prethodno zadržale u porama. Kao rezultat toga počinje se pogoršavati kvaliteta filtrirane vode.

### Tlačni procjeđivač
Tlačni procjeđivač je zatvoreni (čelični) cilindrični spremnik u koji se voda dovodi pod tlakom. Procjeđivanje nastaje zbog razlike tlaka na dovodu i odvodu vode.

### Vakuumski procjeđivač
Vakuumski procjeđivač je vrsta procjeđivač kod kojeg na odvodu filtrirane vode vlada potlak (tlak niži od atmosferskog tlaka).

### Spori procjeđivač
Sporo procjeđivanje nastaje procjeđivanjem kroz biološku opnu koju obrazuju mikroorganizmi na površini filtarskog sloja. Zato se ono naziva i površinsko procjeđivanje. Postupak sporog procjeđivanja se odvija na sporim procjeđivačima, koji se primjenjuju za filtriranje nekoagulirane vode koja sadrži nisku mutnoću (rijetko preko 8 °NTU). Rade pri malim brzinama procjeđivanja, obično 0,1 do 0,3 m/h (najčešće 0,2 m/h) i volumnog protoka do 1 000 m3</sup>/dan]. Zato im je potrebna velika površina, što uvjetuje relativno visoke investicijske troškove. Odlika im je vrlo visoko smanjenje mutnoće i veliki postotak zadržavanja bakterija (od 98 do 99 %).

### Brzi procjeđivač
Brzo procjeđivanje nastaje procjeđivanjem kroz cijeli filtarski sloj. Zato se ono naziva i dubinsko procjeđivanje. Postupak brzog procjeđivanja se odvija na brzim procjeđivačima koji se primjenjuju za filtriranje vode koja je prošla postupak taloženja i ima mutnoću najviše 8 °NTU. Rade pri relativno velikim brzinama procjeđivanja, obično 5 do 7 m/h (iznimno 15 m/h), ovisno o granulometrijskim osobinama filtarskog sloja i vrsti procjeđivača. Zbog velike brzine filtriranja, potrebna površina ovih procjeđivača je višestruko manja u odnosu na spore. Međutim, s druge strane, kod brzih je filtara prisutno znatno brže onečišćenje, a time i potreba njihovog češćeg pranja (u prosjeku 1 do 2 puta dnevno).

### Filtracija aktivnim ugljenom
Filtracija aktivnim ugljenom se koristi za pročišćavanje zraka i plinova (pročišćavanje zraka, pročišćavanje bioplina, uklanjanje mirisa, pročišćavanje dimnih plinova, pročišćavanje prirodnog, filtriranje para otapala), procjeđivanje vode (procjeđivanje vode za piće, procjeđivanje industrijskih ili komunalnih otpadnih voda, pročišćavanje kotlovskih i rashladnih voda, u filterima za kućnu upotrebu, za pročišćavanje vode u bazenima i akvarijima), obrada tekućina (aktivni ugljen se koristi za uklanjanje otopljenih organskih spojeva, te za kontrolu okusa i mirisa u kemijskoj, farmaceutskoj i prehrambenoj industriji, kao što su glukoza, masti i ulja, glutamati, šećeri, pivo i sokovi) i za posebne primjene (kod prerade zlata, membranske filtracije, u duhanskoj industriji, u klimatizacijskim uređajima, kod raznih katalitičkih procesa i drugo).

### Keramički procjeđivač
Keramički procjeđivač je vrsta jednostavnog, jeftinog i korisnog procjeđivača (filtar), koji se koristi za pročišćavanje vode (uklanjanje prljavštine, nečistoća i bakterija iz vode).

## Materijali za procjeđivanje
Najrašireniji filtracijski materijal za procjeđivanje je kvarcni pijesak. Osim kvarcnog pijeska, u upotrebi su materijali kao hidroantracit, aktivni ugljen, specijalni minerali kao zeoliti i drugi zaštićeni proizvodi raznih tvrtki.

### Kvarcni pijesak
Čestice ili zrnca kvarcnog pijeska trebaju biti što sličnije obliku kugle. Ovisno o namjeni filtera (kvaliteti onečišćenja) odabire se filtracijska ispuna, koja odgovara jednoj og granulacijskih ispuna. Za svaku granulacijsku skupinu standard propisuje dozvoljeni sadržaj čestica iznad i ispod granulacijskog raspona. Osim udjela finijih i krupnijih čestica, propisana je i raspodjela granulacijskih faza filtracijske mase, te se uvodi koeficijent uniformnosti U:
U = d60 / d10 ≤ 1,5
gdje je: d60 – promjer čestice filtracijske ispune u mm 60 % masenog udjela filtarcijske ispune čine čestice manje ili jednake d60; d10 – promjer čestice filtracijske ispune u mm 10 % masenog udjela filtarcijske ispune čine čestice manje ili jednake d10.
Granulometrijska ispravnost filtra je vrlo bitna za kvalitetu filtracijskog procesa. Postižu se veći učinci odvajanja (separacije) suspendiranih tvari, duži radni vijek između dva pranja, veći učinak (kapacitet) filtra, te manji pad tlaka preko filterske ispune.  Sadržaj, odnosno maseni udio kvarca (SiO2) mora biti minimalno 96 %. Filtracijski materijal za pripremu pitke vode ne smije biti onečišćen tvarima, čije bi otapanje pogoršavalo kvalitetu filtrirane vode. Gustoća kvarcnog pijeska mora biti u rasponu od 2500 do 2670 kg/m3. Nasipna gustoća suhog kvarcnog pijeska je oko 1600 kg/m3.

### Višeslojna filterska ispuna
Primjena višeslojnih filterskih ispuna donosi znatna poboljšanja u procesu filtracije. Ovdje se primjenjuju različiti materijali kao što su kvarcni pijesak, hidroantracit, koks i drugi. Jedna od najčešćih kombinacija je hidroantracit/kvarcni pijesak.
Hidroantracit je čvrsti, sjajno-crni, oštrokuti mineral manje specifične težine, pa se u filter stavlja kao gornji sloj ispune. Po svom sastavu je gotovo čisti ugljik, a po porijeklu najstariji ugljen, odnosno posljednji u nizu pretvorbi biljnih ostataka. Važno svojstvo ovih filtera je da je granulacija hidroantracita uvijek veća od granulacije pijeska. Kao donji, nosivi sloj koristi se kvarcni pijesak granulacije od 2,0 do 3,15 mm.
Gravitacijski, odnosno otvoreni filteri se projektiraju s minimalnim visinama sloja od 600 mm za kvarcni pijesak, te 400 mm za hidroantracit. Uz to se preporuča i nosivi sloj kvarcnog pijeska veći od 200 mm. Prilikom pranja filtera specifično lakši antracit hidrauličkom separacijom ostaje kao gornji sloj filtarske mase. Kako je hidroantrcit konstituiran od čestica veće granulacije (u odnosu na pijesak) zadržavaju se samo krupnije nečistoće, a finije prolaze kroz antracit do finije granuliranog kvarcnog pijeska odnosno do drugog filtracijskog sloja. Time se omogućuje dubinska filtracija, koja ima za posljedicu određene prednosti: bolji učinak filtracije, povećanje brzine filtracije, odnosno povećanje učinka filtera, povećanje sigurnosti protiv proboja nečistoća, smanjenje specifičnog utroška vode za pranje, produženje trajanja radnog perioda filtera. Postoje, međutim izvjesni zahtjevi na sustav za pranje filtera, a time posredno i na konstrukciju same filtrirnice. Dok se za jednoslojne pješčane filtere postupak pranja sastoji od protupranja vodom od oko 20 m3 vode/m2h i rahljenja zrakom s oko 50 m3/m2h, kod višeslojnih filtera koriste se veći protoci od 40 do 70 m3 vode/m2h uz kraće trajanje samog pranja.